# Cavaellon
Cavaellon (em crioulo, Kavayon), é uma comuna do Haiti, situada no departamento do Sul e no arrondissement de Aquin.
De acordo com o censo de 2003, sua população total é de 46.000 habitantes.